# 伽利略博物馆
伽利略博物馆（Museo Galileo），原名科学史学会及博物馆（Istituto e Museo di Storia della Scienza）位于意大利佛罗伦萨阿诺河边的朱迪奇广场 （Piazza dei Giudici），靠近乌菲齐美术馆。设于一座11世纪建筑卡斯特拉尼宫，当时被称为Altafronte的城堡。伽利略博物馆收藏有科学史上宝贵的科学仪器，见证美第奇家族和洛林大公对科学和科学家的重要作用。
2010年6月10日，在为期两年的封闭重新设计和装修工程之后，科学史博物馆以新的名称“伽利略博物馆”重新向公众开放。它距离1610年3月伽利略的《星际信使》出版有四百年，那本小册子彻底改变人类对宇宙的观念，促进现代科学的出现。

## 博物馆
伽利略博物馆的藏品包括美第奇家族收藏的宝贵的科学仪器，最初展出于乌菲齐美术馆的数学室。它们后来被转移到由利奥波德大公于1775年创建的物理学和自然史博物馆。在洛林大公统治时期，增加了新的科学仪器。1929年，第一次意大利科学史展览在佛罗伦萨举行，突出了科学藏品在意大利的文化遗产中的重要性。随后，在1930年，佛罗伦萨大学建立了科学史研究所及附属博物馆。研究所设在卡斯特拉尼宫，展出美第奇家族和洛林大公收藏的科学仪器。常设展览按照时间顺序和主题安排。。

## 美第奇收藏
一楼的九个房间展出美第奇家族藏品，从15世纪到18世纪。常设展品包括所有的伽利略的独特的仪器，其中有他现存仅有的两只望远镜；实验科学院成员使用的温度计等等。

## 洛林收藏
二楼的九个房间展出洛林王朝（18-19世纪）收藏的仪器和实验装置，见证托斯卡纳和意大利对于电学、电磁学和化学的进步做出的卓越贡献。展品包括，新圣母医院的产科蜡模，利奥波德大公的化学内阁，以及物理学和自然史博物馆作坊制作的说明基本物理定律的美丽的机器。

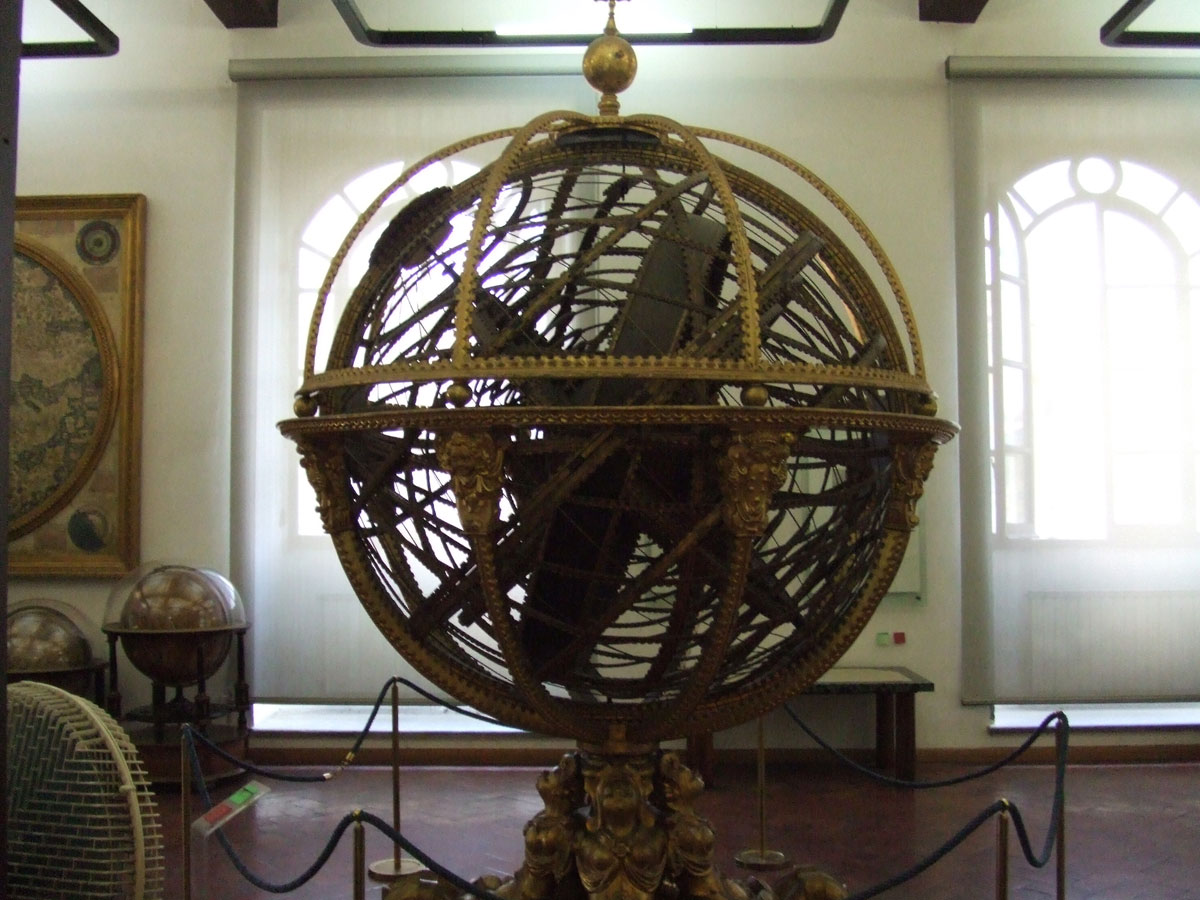
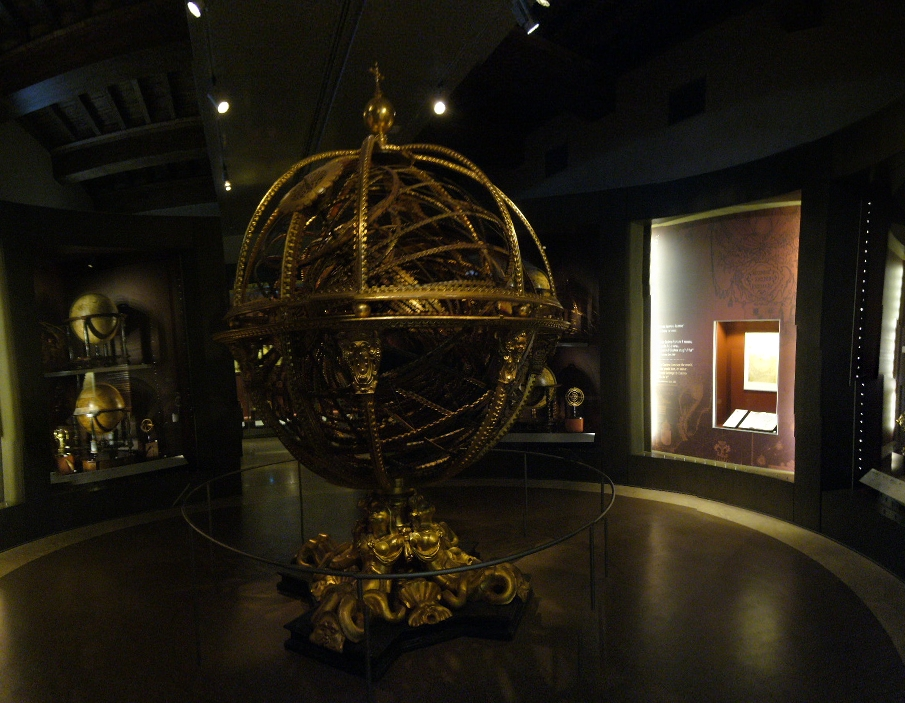
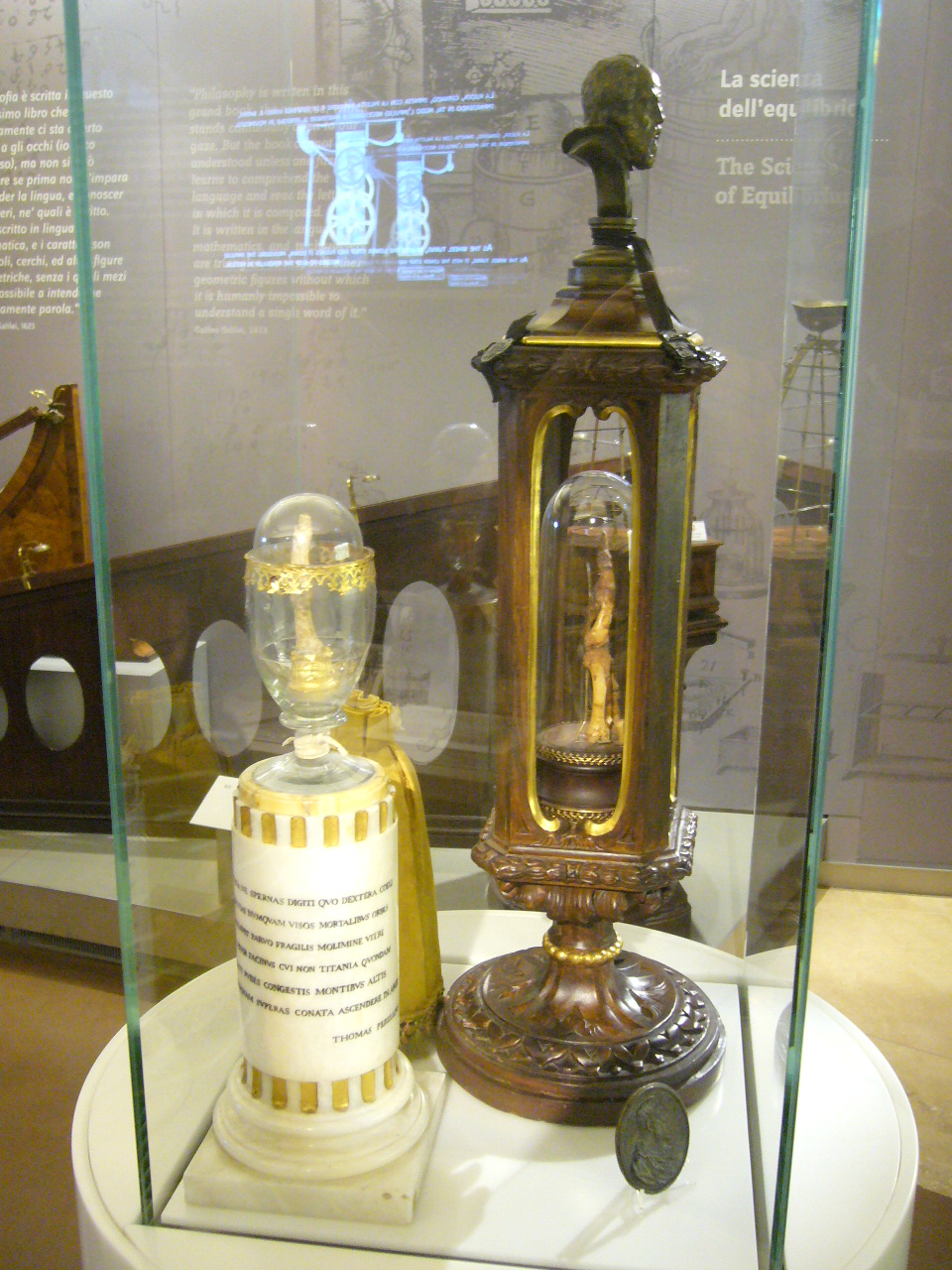
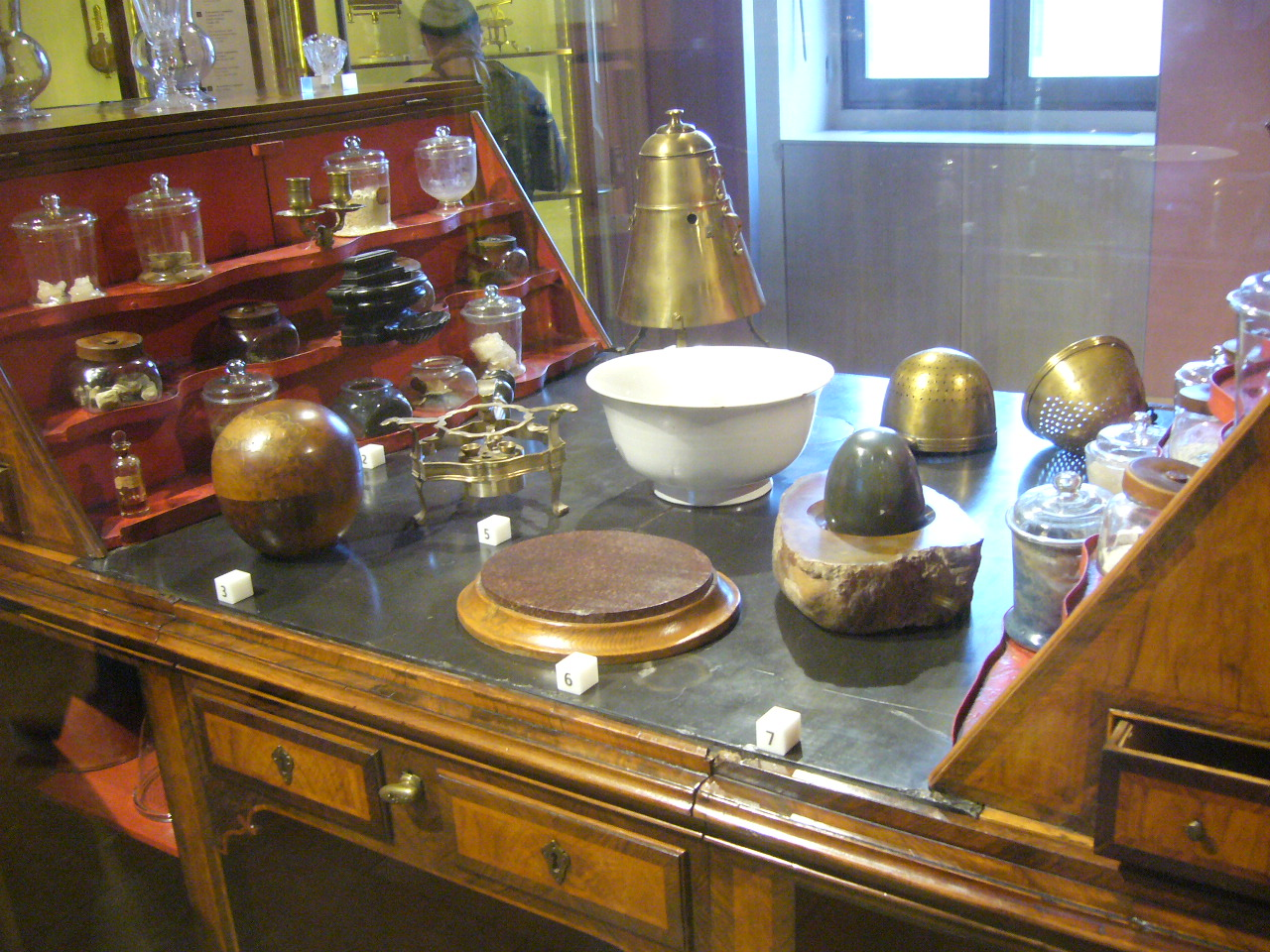
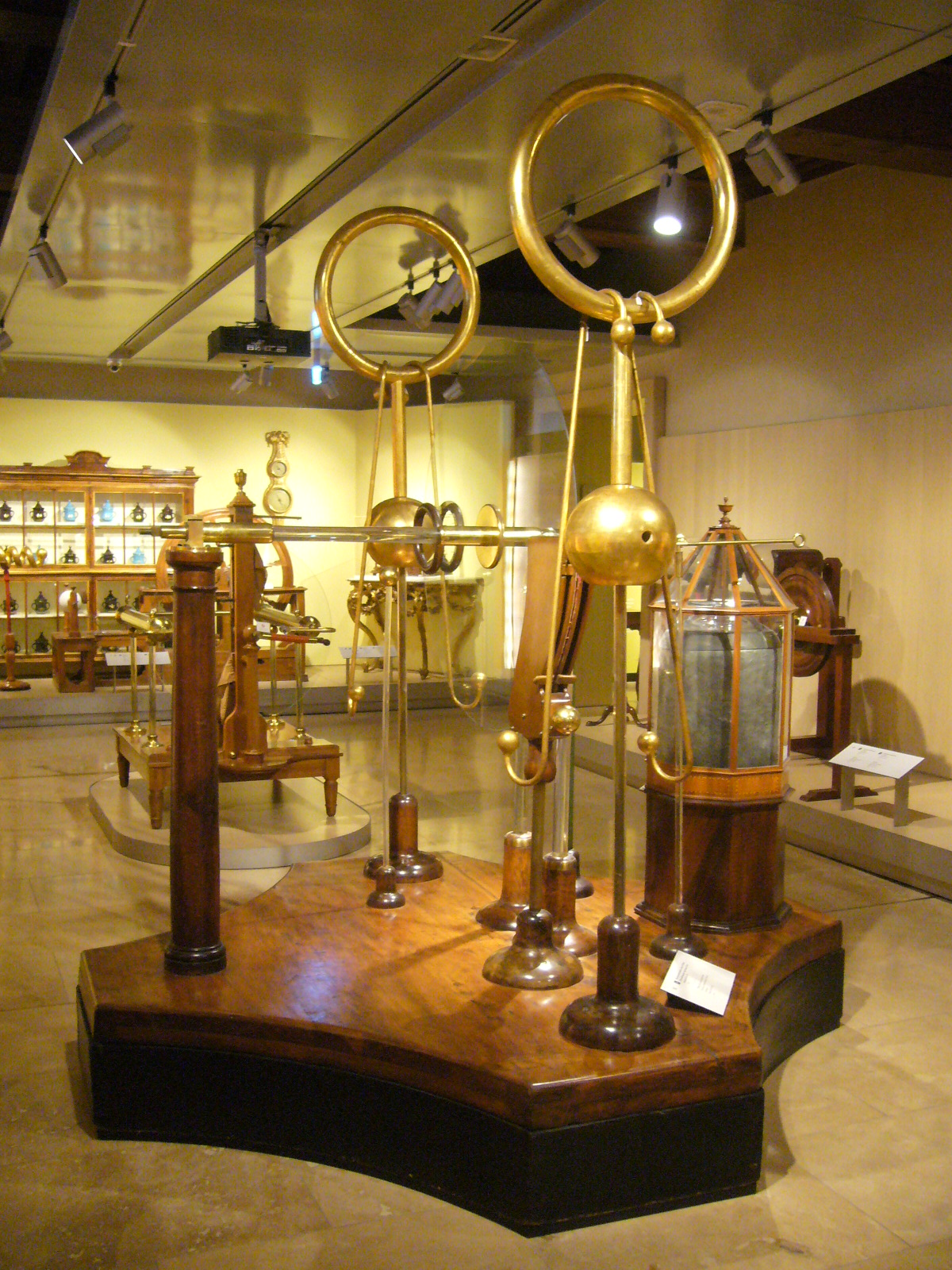